# Wulf-Dieter Schmidt-Wulffen
Wulf-Dieter Schmidt-Wulffen, auch Wulf-Dietrich, Wulf oder Wulf Dieter Wulffen (* 18. August  1941 in Bad Kreuznach; † 8. April 2025) war ein deutscher Sozialwissenschaftler, Geograf, Didaktiker, politischer Wissenschaftler, vielfacher Sachbuchautor und Herausgeber sowie Lehrbeauftragter. Er „gilt weltweit als der Experte für eines der berühmtesten und umstrittensten Kinderbücher der Welt“, das Buch Zehn kleine Negerlein.

## Leben

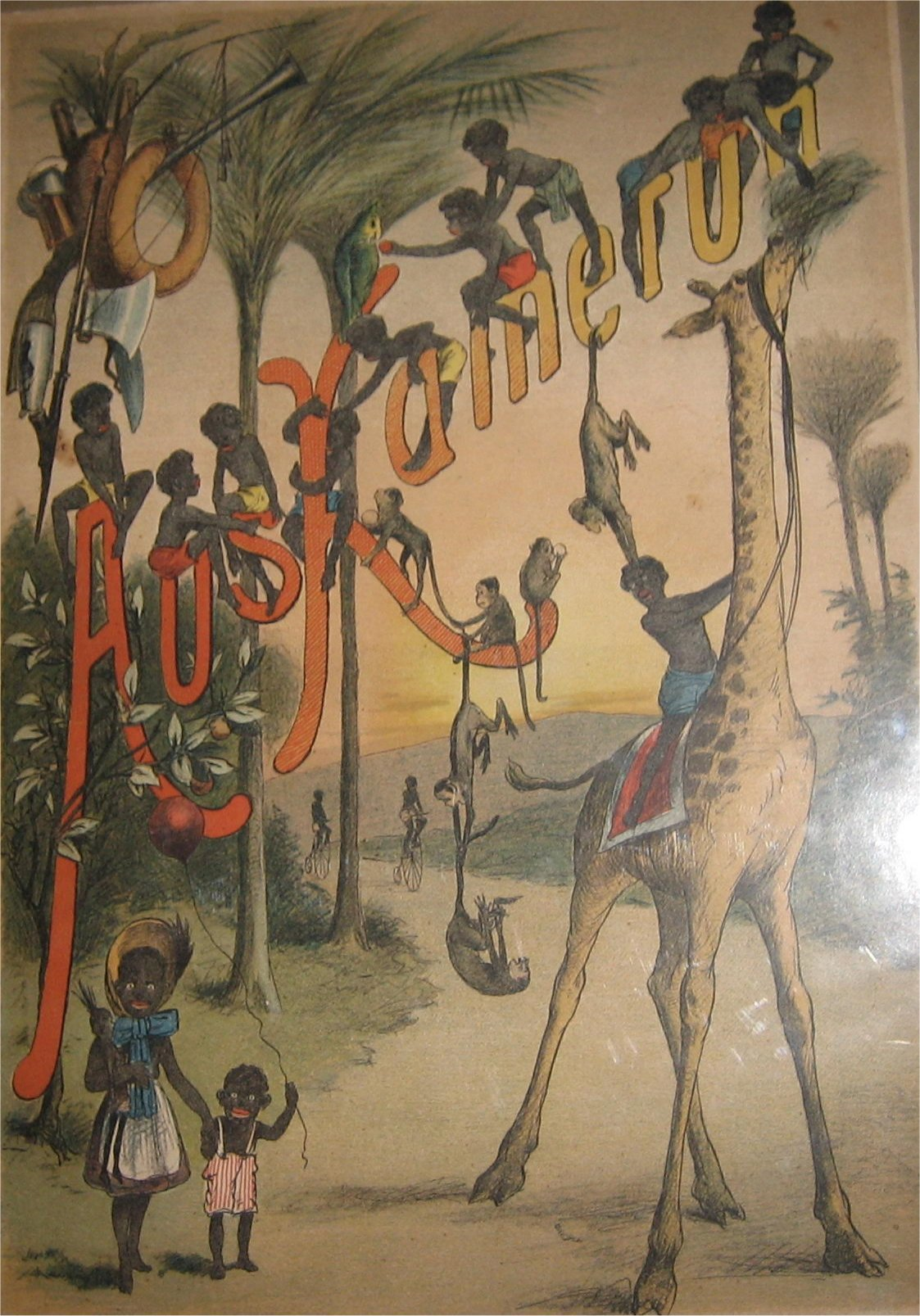
Titelbild „Aus Kamerun“ von 1885, eine deutsche Ausgabe der „Zehn kleinen Negerlein“

Geboren mitten im Zweiten Weltkrieg, studierte Wulf Schmidt-Wulffen Geschichte, Geographie und Politische Wissenschaften. Nach seiner Promotion im Jahr 1969 habilitierte er 1979 in Sozialgeographie unter dem Titel Entwicklung Europas – Unterentwicklung Afrikas an der Universität Osnabrück. Nach seinen in mehrfachen Auflagen erschienenen Publikationen zu den Entwicklungsproblemen in Mali und Senegal und zur räumlichen Organisation einer nach „Rassen“ und in der Apartheid gewaltsam gespaltenen Gesellschaft habilitierte Schmidt-Wulffen 1981 ein weiteres Mal, diesmal zur Didaktik der Geographie.
Eines der Hauptarbeitsgebiete von Schmidt-Wulffen war die Fachdidaktik, insbesondere die Verarbeitung von Entwicklungstheorien und Forschungsergebnissen aus dem Bereich „Dritte Welt“ für die Geographie und ihre Lehrvermittlung. Schwerpunkte waren die afrikanischen Regionen Sahelzone, Mali und Ghana.
Wulf-Dieter Schmidt-Wulffen entwickelte neben seinen Hochschultätigkeiten auch zahlreiche Aktivitäten im Rahmen der Volkshochschule, der Arbeitnehmerfortbildung und auch der Fortbildung für Lehrer. Zudem arbeitete er für die Bundeszentrale für politische Bildung in Bonn zum Themenfeld Afrika.
Ein weiterer Schwerpunkt Schmidt-Wulffens war die Forschung zur Situation der Jugend in Afrika. Von seinen rund 100 Forschungs- und auch privaten Bildungsreisen auf den afrikanischen Kontinent brachte er nicht nur „Alltagsgegenstände, Kunst oder Spielzeug, das junge Ghanaer aus Metallschrott angefertigt hatten“, mit. Daneben stellte er in mehr als drei Jahrzehnten die mit bald 200 unterschiedlichen Exemplaren in verschiedenen Sprachen „wohl auch weltweit größte Sammlung des stets in illustrierter Form erschienenen berühmten Liedreims über die ‚Zehn kleinen Negerlein‘“ zusammen. Schmidt-Wulffens Arbeitszimmer in Hannover-Kleefeld ist angefüllt mit Dingen, von denen vor allem die wertvollen Bücher einer breiteren Öffentlichkeit zugänglich gemacht werden sollen – möglicherweise mit Hilfe des Museums Wilhelm Busch – Deutsches Museum für Karikatur und Zeichenkunst.
1997 wurde Schmidt-Wulffen mit der Verleihung des „Eine-Welt-Preises“ der Evangelischen Kirchen in Niedersachsen „für seine Arbeiten zum Afrika- und Deutschlandbild von Schülerinnen und Schülern in Deutschland und in Ghana sowie für sein kreatives und vorbildliches Engagement in Fragen der Nord-Süd-Beziehungen“ geehrt.
Schmidt-Wulffen übernahm zudem Gastprofessuren an den Universitäten Oldenburg, Wien und Innsbruck.

## Schriften (Auswahl)
- Deutschland – Ungarn. 1918–1933, Dissertation 1969 an der Universität Wien
- Die „Zehn kleinen Negerlein“. Zur Geschichte der Rassendiskriminierung im Kinderbuch (= Literatursoziologie, Bd. 2), Lit-Verlag, Berlin/Münster 2010, ISBN 978-3-643-10892-0 (Inhaltsverzeichnis und Angaben aus der Verlagsmeldung).
  - “Ten little niggers”: Racial discrimination in children’s books. Lit-Verlag, Wien/Zürich/Berlin/Münster 2012, ISBN 978-3-643-90265-8 (englischsprachige Ausgabe).

## Rezensionen (Auswahl)
- Jos Schnurer zu Wulf-Dieter Schmidt-Wulffen: Alltagsleben in (West-)Afrika. Ghana erleben. Unterrichtsmaterialien zum interkulturellen und globalen Lernen (= Materialien zur Didaktik der Geographie und Wirtschaftskunde, Bd. 20), inklusive CD-ROM, Wien: Institut für Geographie und Regionalforschung; online auf der Seite socialnet.de